# Lac Halloula
Le lac Halloula parfois écrit lac Aoula est un ancien lac d'Algérie asséché au XIXe siècle,.

## Situation
Le lac était situé dans la plaine de la Mitidja et marquait l'extrémité du territoire des Hadjoutes, à l'ouest.